# 1921 en bande dessinée

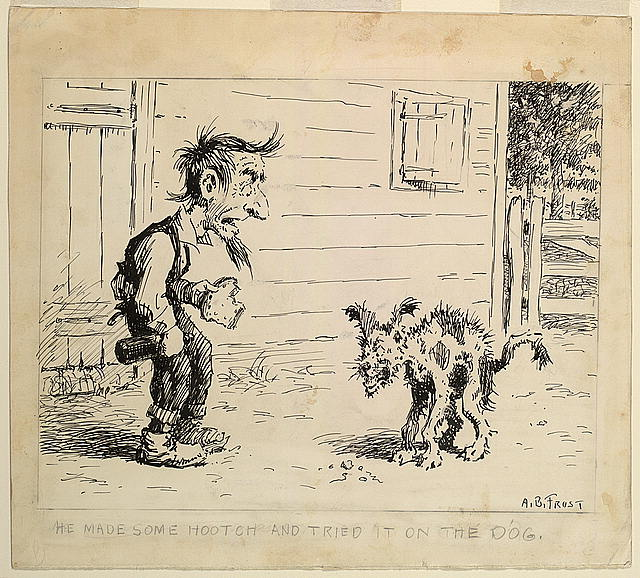
Dessin de 1921 par Arthur Burdett Frost

| Années de la bande dessinée : 1918 - 1919 - 1920 - 1921 - 1922 - 1923 - 1924    |
| Décennies de la bande dessinée : 1890 - 1900 - 1910 - 1920 - 1930 - 1940 - 1950 |

Cet article présente les faits marquants de l'année 1921 en bande dessinée.

## Évènements
- Lancement en Espagne du magazine de tebeo Pulgarcito.
- Le 9 novembre : naissance de Stan Drake, le créateur de la bande dessinée américaine The Heart of Juliet Jones.

## Nouveaux albums
Voir aussi : Albums de bande dessinée sortis en 1921

### Franco-belge
| Sortie  | Titre            | Scénariste | Dessinateur             | Coloriste | Éditeur            |
| ------- | ---------------- | ---------- | ----------------------- | --------- | ------------------ |
| janvier | Bécassine voyage | Caumery    | Joseph Porphyre Pinchon |           | Gautier-Languereau |

## Naissances
- 17 janvier : Antonio Prohías, auteur de Spy vs. Spy
- 13 mars : Al Jaffee
- 23 mars : Pierre Brochard
- 28 mars : Walter Neugebauer (de)
- mai : Hugh Morren, auteur de bande dessinée britannique
- 9 mai : Frank O'Neal, auteur de comics († 10 octobre 1986).
- 3 juin : Kline
- 7 août : Maurice Tillieux, dessinateur et scénariste belge (Les Aventures d'Achille et Boule-de-Gomme, Marc Jaguar, Gil Jourdan, Tif et Tondu)
- 22 septembre : Will Elder
- 25 septembre : Jacques Martin († 21 janvier 2010).
- 5 octobre : Fred Funcken
- 9 novembre : Stan Drake, dessinateur américain du comic strip  Juliette de mon cœur de 1953 à 1989
- 3 décembre : Hans Kresse, auteur néerlandais (Les Peaux Rouges)
- 6 décembre : Charles Wojtkoski dessinateur de comics
- 10 décembre : Matt Baker, auteur de comics
- 15 décembre : Al Plastino, auteur de comics
- 26 décembre : John Severin, auteur de comics
- Naissance de Mike Roy